# 刘日明
刘日明（1970年3月—），河北内丘人，汉族，中国共产党党员。中华人民共和国政治人物、第十三届全国人民代表大会解放军和武警部队代表。现任中国人民解放军陆军第七十六集团军政治工作部主任。

## 生平
2018年，刘日明被选为解放军和武警部队出席第十三届全国人民代表大会代表。